# Coppa di Russia 2010 (pallavolo femminile)
La Coppa di Russia 2010 è stata la 18ª edizione della Coppa di Russia. La vittoria finale è andata alla Ženskij volejbol'nyj klub Dinamo-Kazan'.

## Regolamento
La competizione prevede due fasi. Alla prima prendono parte le squadre Superliga e le migliori formazioni della Major League A, divise in cinque gruppi; Le prime classificate dei cinque gironi sono ammesse direttamente alla seconda fase. Alla seconda fase partecipano le squadre già qualificate dalla prima fase, alle quali si aggiungono i club di Superliga e i migliori club della Major League A; le squadre qualificate vengono divise in quattro gruppi, dai quali le prime classificate si qualificano alla final-four.

## Prima fase

### Gruppo 1
| Risultati |                               |     |                                   |
|           |                               |     |                                   |
| 24-10-10  | Dinamo Mosca-Luč Mosca        | 0-3 | 14-25, 17-25, 20-25               |
| 24-10-10  | Nadežda-Obinisk               | 3-1 | 25-16, 25-22, 20-25, 25-14        |
| 25-10-10  | Luč Mosca-Nadežda             | 2-3 | 17-25, 25-17, 26-28, 25-20, 11-15 |
| 25-10-10  | Zareč'e Odincovo-Dinamo Mosca | 3-0 | 25-14, 25-13, 25-8                |
| 26-10-10  | Obinisk-Luč Mosca             | 3-2 | 25-17, 17-25, 16-25, 25-21, 15-13 |
| 26-10-10  | Nadežda-Zareč'e Odincovo      | 0-3 | 23-25, 15-25, 21-25               |
| 27-10-10  | Dinamo Mosca-Nadežda          | 0-3 | 11-25, 12-25, 22-25               |
| 27-10-10  | Zareč'e Odincovo-Obinisk      | 3-0 | 25-21, 25-17, 25-18               |
| 28-10-10  | Luč Mosca-Zareč'e Odincovo    | 0-3 | 21-25, 22-25, 17-25               |
| 28-10-10  | Obinisk-Dinamo Mosca          | 3-0 | 25-13, 25-12, 25-10               |

| Pos. | Squadra           | Pt | G | V | P | SV | SP |
| ---- | ----------------- | -- | - | - | - | -- | -- |
| 1.   | Zareč'e Odincovo  | 12 | 4 | 4 | 0 | 12 | 0  |
| 2.   | Nadežda Serpukhov | 8  | 4 | 3 | 1 | 9  | 6  |
| 3.   | Obninsk           | 5  | 4 | 2 | 2 | 6  | 8  |
| 4.   | Luč Mosca         | 5  | 4 | 1 | 3 | 7  | 9  |
| 5.   | Dinamo Mosca      | 0  | 4 | 0 | 4 | 0  | 12 |

### Gruppo 2
| Risultati |                                   |     |                            |
|           |                                   |     |                            |
| 25-10-10  | Leningradka-Severstal Čerepovec   | 1-3 | 27-25, 22-25, 20-25, 24-26 |
| 25-10-10  | Dinamo-Jantar-Ladoga              | 3-0 | 25-10, 25-14, 25-13        |
| 26-10-10  | Dinamo-Jantar-Leningradka         | 3-1 | 11-25, 25-18, 25-20, 25-14 |
| 26-10-10  | Ladoga-Severstal Čerepovec        | 0-3 | 17-25, 7-25, 15-25         |
| 27-10-10  | Leningradka-Ladoga                | 3-0 | 26-24, 25-18, 25-14        |
| 27-10-10  | Severstal Čerepovec-Dinamo-Jantar | 3-1 | 25-23, 25-27, 25-22, 25-20 |

| Pos. | Squadra       | Pt | G | V | P | SV | SP |
| ---- | ------------- | -- | - | - | - | -- | -- |
| 1.   | Severstal     | 8  | 3 | 3 | 0 | 9  | 2  |
| 2.   | Dinamo-Jantar | 6  | 3 | 2 | 1 | 7  | 4  |
| 3.   | Leningradka   | 3  | 3 | 1 | 2 | 5  | 6  |
| 4.   | VK Ladoga     | 0  | 3 | 0 | 3 | 0  | 9  |

### Gruppo 3
| Risultati |                                    |     |                            |
|           |                                    |     |                            |
| 24-10-10  | Indezit-Proton                     | 0-3 | 13-25, 17-25, 13-25        |
| 24-10-10  | Dinamo Kazan-Universitet-Vizit     | 3-0 | 26-24, 25-17, 25-19        |
| 24-10-10  | Dinamo Krasnodar-Voronež           | 3-1 | 25-18, 21-25, 26-24, 26-24 |
| 25-10-10  | Voronež-Proton                     | 0-3 | 22-25, 16-25, 15-25        |
| 25-10-10  | Universitet-Vizit-Indezit          | 1-3 | 25-17, 18-25, 20-25, 20-25 |
| 25-10-10  | Dinamo Krasnodar-Dinamo Kazan      | 3-0 | 25-21, 25-14, 25-17        |
| 26-10-10  | Dinamo Kazan-Voronež               | 3-1 | 22-25, 25-14, 25-16, 25-19 |
| 26-10-10  | Proton-Universitet-Vizit           | 3-1 | 25-19, 24-26, 25-14, 25-21 |
| 26-10-10  | Indezit-Dinamo Krasnodar           | 0-3 | 17-25, 15-25, 12-25        |
| 27-10-10  | Indezit-Voronež                    | 1-3 | 17-25, 17-25, 25-22, 13-25 |
| 28-10-10  | Dinamo Kazan-Indezit               | 3-0 | 25-14, 25-16, 25-23        |
| 28-10-10  | Voronež-Universitet-Vizit          | 1-3 | 25-20, 22-25, 17-25, 24-26 |
| 28-10-10  | Dinamo Krasnodar-Proton            | 3-0 | 25-20, 25-21, 25-15        |
| 29-10-10  | Universitet-Vizit-Dinamo Krasnodar | 0-3 | 17-25, 15-25, 17-25        |
| 29-10-10  | Proton-Dinamo Kazan                | 3-0 | 25-16, 25-17, 25-19        |

| Pos. | Squadra           | Pt | G | V | P | SV | SP |
| ---- | ----------------- | -- | - | - | - | -- | -- |
| 1.   | Dinamo Krasnodar  | 15 | 5 | 5 | 0 | 15 | 1  |
| 2.   | Proton            | 12 | 5 | 4 | 1 | 12 | 4  |
| 3.   | Dinamo-Kazan      | 9  | 5 | 3 | 2 | 9  | 7  |
| 4.   | Voronež           | 3  | 5 | 1 | 4 | 6  | 13 |
| 5.   | Universitet-Vizit | 3  | 5 | 1 | 4 | 5  | 13 |
| 6.   | Indezit           | 3  | 5 | 1 | 4 | 4  | 13 |

### Gruppo 4
| Risultati |                                      |     |                                   |
|           |                                      |     |                                   |
| 23-10-10  | Uraločka NTMK-Sparta Nižnij Novgorod | 3-0 | 25-17, 25-19, 25-20               |
| 23-10-10  | Omička Omsk-Ufimočka                 | 3-2 | 25-15, 22-25, 24-26, 25-20, 15-9  |
| 23-10-10  | Avtodor-Metar-Tjumen                 | 1-3 | 18-25, 19-25, 25-13, 20-25        |
| 24-10-10  | Sparta Nižnij Novgorod-Tjumen        | 1-3 | 10-25, 12-25, 25-17, 23-25        |
| 24-10-10  | Ufimočka-Avtodor-Metar               | 1-3 | 25-22, 22-25, 16-25, 20-25        |
| 24-10-10  | Uraločka NTMK-Omička Omsk            | 1-3 | 26-24, 18-25, 20-25, 23-25        |
| 25-10-10  | Avtodor-Metar-Uraločka NTMK          | 1-3 | 18-25, 23-25, 25-23, 23-25        |
| 25-10-10  | Omička Omsk-Sparta Nižnij Novgorod   | 3-1 | 25-15, 28-26, 25-20               |
| 25-10-10  | Tjumen-Ufimočka                      | 0-3 | 12-25, 24-26, 21-25               |
| 26-10-10  | Uraločka NTMK-Tjumen                 | 3-2 | 27-29, 16-25, 25-19, 25-18, 15-10 |
| 26-10-10  | Omička Omsk-Avtodor-Metar            | 3-0 | 25-13, 25-16, 25-19               |
| 26-10-10  | Sparta Nižnij Novgorod-Ufimočka      | 0-3 | 14-25, 16-25, 20-25               |
| 27-10-10  | Ufimočka-Uraločka NTMK               | 3-1 | 25-16, 25-18, 18-25, 28-26        |
| 27-10-10  | Tjumen-Omička Omsk                   | 1-3 | 25-13, 18-25, 21-25, 17-25        |
| 27-10-10  | Avtodor-Metar-Sparta Nižnij Novgorod | 3-0 | 25-17, 25-14, 25-23               |

| Pos. | Squadra       | Pt | G | V | P | SV | SP |
| ---- | ------------- | -- | - | - | - | -- | -- |
| 1.   | Omička        | 14 | 5 | 5 | 0 | 15 | 4  |
| 2.   | Ufimočka      | 10 | 5 | 3 | 2 | 12 | 7  |
| 3.   | Uraločka      | 8  | 5 | 3 | 2 | 11 | 9  |
| 4.   | Tjumen        | 7  | 5 | 2 | 3 | 9  | 11 |
| 5.   | Avtodor-Metar | 6  | 5 | 2 | 3 | 8  | 10 |
| 6.   | Sparta        | 0  | 5 | 0 | 5 | 1  | 15 |

### Gruppo 5
| Risultati |                                       |     |                                   |
|           |                                       |     |                                   |
| 24-10-10  | Loko-Angara-Junost Krasnojarsk        | 1-3 | 25-22, 23-25, 19-25, 19-25        |
| 24-10-10  | Fakel Novy Urengoi-Zabajkalka Čita    | 3-0 | 25-22, 25-16, 25-23               |
| 25-10-10  | Samorodok-Fakel Novy Urengoi          | 3-2 | 26-28, 19-25, 25-23, 25-22, 15-12 |
| 25-10-10  | Zabajkalka Čita-Loko-Angara           | 0-3 | 14-25, 18-25, 16-25               |
| 26-10-10  | Loko-Angara-Samorodok                 | 0-3 | 21-25, 22-25, 15-25               |
| 26-10-10  | Junost Krasnojarsk-Zabajkalka Čita    | 3-0 | 25-17, 25-23, 25-17               |
| 27-10-10  | Samorodok-Junost Krasnojarsk          | 3-2 | 18-25, 25-19, 18-25, 25-23, 15-9  |
| 27-10-10  | Fakel Novy Urengoi-Loko-Angara        | 3-1 | 25-19, 25-18, 25-19               |
| 28-10-10  | Junost Krasnojarsk-Fakel Novy Urengoi | 3-0 | 13-25, 17-25, 21-25               |
| 28-10-10  | Zabajkalka Čita-Samorodok             | 3-1 | 13-25, 10-25, 15-25               |

| Pos. | Squadra     | Pt | G | V | P | SV | SP |
| ---- | ----------- | -- | - | - | - | -- | -- |
| 1.   | Samorodok   | 10 | 4 | 4 | 0 | 12 | 4  |
| 2.   | Fakel       | 10 | 4 | 3 | 1 | 11 | 3  |
| 3.   | Junost      | 7  | 4 | 2 | 2 | 8  | 7  |
| 4.   | Loko-Angara | 3  | 4 | 1 | 3 | 4  | 9  |
| 5.   | Zabajkalka  | 0  | 4 | 0 | 4 | 0  | 12 |

## Seconda fase

### Gruppo A, a Voronež
| Risultati |                                |     |                     |
|           |                                |     |                     |
| 27-12-10  | Zareč'e Odincovo-Voronež       | 3-0 | 25-12, 25-15, 25-15 |
| 27-12-10  | Dinamo-Jantar-Samorodok        | 0-3 | 22-25, 9-25, 19-25  |
| 28-12-10  | Voronež-Samorodok              | 0-3 | 16-25, 18-25, 19-25 |
| 28-12-10  | Zareč'e Odincovo-Dinamo-Jantar | 3-0 | 25-15, 25-19, 25-17 |
| 29-12-10  | Dinamo-Jantar-Voronež          | 3-0 | 25-22, 28-26, 25-23 |
| 29-12-10  | Samorodok-Zareč'e Odincovo     | 0-3 | 17-25, 20-25, 16-25 |

| Pos. | Squadra          | Pt | G | V | P | SV | SP |
| ---- | ---------------- | -- | - | - | - | -- | -- |
| 1.   | Zareč'e Odincovo | 9  | 3 | 3 | 0 | 9  | 0  |
| 2.   | Samorodok        | 6  | 3 | 2 | 1 | 6  | 3  |
| 3.   | Dinamo-Jantar    | 3  | 3 | 1 | 2 | 3  | 6  |
| 4.   | Voronež          | 0  | 3 | 0 | 3 | 0  | 9  |

### Gruppo B, a Čerepovec
| Risultati |                                  |     |                                   |
|           |                                  |     |                                   |
| 28-12-10  | Dinamo Kazan-Severstal Čerepovec | 3-0 | 25-15, 25-22, 25-15               |
| 28-12-10  | Proton-Dinamo Mosca              | 0-3 | 14-25, 18-25, 19-25               |
| 29-12-10  | Severstal Čerepovec-Proton       | 0-3 | 23-25, 11-25, 21-25               |
| 29-12-10  | Dinamo Mosca-Dinamo Kazan        | 2-3 | 22-25, 22-25, 25-22, 25-20, 18-20 |
| 30-12-10  | Dinamo Mosca-Severstal Čerepovec | 3-1 | 25-14, 25-10, 19-25, 25-21        |
| 30-12-10  | Dinamo Kazan-Proton              | 3-0 | 25-17, 25-11, 25-16               |

| Pos. | Squadra      | Pt | G | V | P | SV | SP |
| ---- | ------------ | -- | - | - | - | -- | -- |
| 1.   | Dinamo-Kazan | 8  | 3 | 3 | 0 | 9  | 2  |
| 2.   | Dinamo Mosca | 7  | 3 | 2 | 1 | 8  | 4  |
| 3.   | Proton       | 3  | 3 | 1 | 2 | 3  | 6  |
| 4.   | Severstal    | 0  | 3 | 0 | 3 | 1  | 9  |

### Gruppo C, a Krasnodar
| Risultati |                                |     |                            |
|           |                                |     |                            |
| 25-12-11  | Dinamo Krasnodar-Ufimočka      | 3-0 | 25-13, 25-21, 25-15        |
| 25-12-11  | Avtodor-Metar-Fakel            | 3-0 | 25-22, 25-22, 22-25, 25-21 |
| 29-12-11  | Fakel-Dinamo Krasnodar         | 1-3 | 22-25, 18-25, 25-22, 19-25 |
| 29-12-11  | Avtofor-Metar-Ufimočka         | 1-3 | 22-25, 27-29, 25-16, 22-25 |
| 30-12-11  | Dinamo Krasnodar-Avtodor-Metar | 3-0 | 25-14, 25-17, 25-21        |
| 30-12-11  | Ufimočka-Fakel                 | 0-3 | 15-25, 20-25, 23-25        |

| Pos. | Squadra          | Pt | G | V | P | SV | SP |
| ---- | ---------------- | -- | - | - | - | -- | -- |
| 1.   | Dinamo Krasnodar | 9  | 3 | 3 | 0 | 9  | 1  |
| 2.   | Fakel            | 3  | 3 | 1 | 2 | 5  | 6  |
| 3.   | Avtodor-Metar    | 3  | 3 | 1 | 2 | 4  | 7  |
| 4.   | Ufimočka         | 3  | 3 | 1 | 2 | 3  | 7  |

### Gruppo D, a Nižnij Tagil
| Risultati |                           |     |                            |
|           |                           |     |                            |
| 27-12-11  | Omička Omsk-Tjumen        | 3-0 | 25-16, 25-15, 25-13        |
| 28-12-11  | Uraločka NTMK-Omička Omsk | 3-1 | 26-24, 17-25, 25-19, 26-24 |
| 29-12-11  | Tjumen-Uraločka NTMK      | 0-3 | 8-25, 20-25, 23-25         |

| Pos. | Squadra  | Pt | G | V | P | SV | SP |
| ---- | -------- | -- | - | - | - | -- | -- |
| 1.   | Uraločka | 6  | 2 | 2 | 0 | 6  | 1  |
| 2.   | Omička   | 3  | 2 | 1 | 1 | 4  | 3  |
| 3.   | Tjumen   | 0  | 2 | 0 | 2 | 0  | 6  |

## Final four
La Final four si è disputata il 28 e 29 gennaio 2011 nella città di Kazan'.

### Tabellone
|  | Semifinali       | Semifinali       |   |                  | Finale             | Finale |
|  |                  |                  |   |                  |                    |        |
|  |                  |                  |   |                  |                    |        |
|  | Zareč'e Odincovo | 0                |   |                  |                    |        |
|  | Dinamo-Kazan     | 3                |   |                  |                    |        |
|  |                  |                  |   |                  |                    |        |
|  |                  |                  |   |                  |                    |        |
|  |                  |                  |   |                  | Dinamo-Kazan       | 3      |
|  |                  | Dinamo Krasnodar | 0 |                  |                    |        |
|  |                  |                  |   |                  |                    |        |
|  |                  |                  |   |                  |                    |        |
|  |                  |                  |   |                  | Finale 3º/4º posto |        |
|  |                  |                  |   |                  |                    |        |
|  | Dinamo Krasnodar | 3                |   | Zareč'e Odincovo | 3                  |        |
|  | Uraločka         | 0                |   |                  | Uraločka           | 0      |

#### Calendario

##### Semifinali
| 28 gennaio 2011 - ore xx:xx Kazan Basket Hall, Kazan' | Zareč'e Odincovo | 0 - 3 | Dinamo-Kazan | 13-25, 15-25, 23-25 |
| 28 gennaio 2011 - ore xx:xx Kazan Basket Hall, Kazan' | Dinamo Krasnodar | 3 - 0 | Uraločka     | 25-10, 25-13, 25-18 |

##### Finale
| 29 gennaio 2011 - ore xx:xx Kazan Basket Hall, Kazan' | Dinamo-Kazan | 3 - 0 | Dinamo Krasnodar | 25-13, 25-18, 25-22 |

##### Finale 3º/4º posto
| 29 gennaio 2011 - ore xx:xx Kazan Basket Hall, Kazan' | Zareč'e Odincovo | 3 - 0 | Uraločka | 25-17, 25-17, 25-22 |

## Premi individuali
| Premio                 | Giocatrice         | Squadra          |
| ---------------------- | ------------------ | ---------------- |
| MVP                    | Ekaterina Gamova   | Dinamo-Kazan     |
| Miglior attaccante     | Ekaterina Gamova   | Dinamo-Kazan     |
| Miglior muro           | Regina Moroz       | Dinamo-Kazan     |
| Miglior servizio       | Jordan Larson      | Dinamo-Kazan     |
| Miglior palleggiatrice | Evgenija Starceva  | Dinamo Krasnodar |
| Miglior libero         | Ekaterina Kabešova | Dinamo-Kazan     |